# Martin Heilig
Martin Heilig (* 28. August 1975 in Würzburg) ist ein deutscher Kommunalpolitiker (Bündnis 90/Die Grünen). Er ist seit 2025 Oberbürgermeister der unterfränkischen Stadt Würzburg.

## Lebenslauf
Nach dem Erwerb der Allgemeinen Hochschulreife auf der Beruflichen Oberschule Würzburg studierte er seit 1998 Europarecht und Volkswirtschaftslehre in Würzburg und setzte sein Studium später an der Universität Nürnberg sowie in St. Andrews fort. 2004 schloss Heilig sein Studium als Diplom-Handelslehrer an der Universität Erlangen-Nürnberg ab.
Im Jahr 2007 legte er das zweite Staatsexamen für das Lehramt an Beruflichen Schulen ab und war bis zu seiner Wahl zum hauptamtlichen Bürgermeister 2020 als Oberstudienrat an der Fach- und Berufsoberschule Marktheidenfeld tätig.

## Politische Laufbahn
Martin Heilig begann sein politisches Engagement bereits in seiner Jugend. Zwischen 1994 und 2000 war er Mitbegründer der Grünen Jugend Bayern und Sprecher der Grün-Bunten Jugend in Würzburg. Von 2007 bis 2012 hatte er das Amt des Bezirksvorsitzenden von Bündnis 90/Die Grünen in Unterfranken inne. Von 2009 bis 2018 war Heilig stellvertretender Vorsitzender der Bürgerinitiative „Bürger und Kommunen gegen die Westumgehung/B 26n“, einer der größten Bürgerinitiativen in Franken, die rund 60.000 Bürger vertritt.
2014 wurde er zum Kreisvorsitzenden von Bündnis 90/Die Grünen im Kreisverband Würzburg-Stadt gewählt. Zudem war er von 2016 bis 2020 Bezirksvorsitzender der Gewerkschaft Erziehung und Wissenschaft. In den Jahren 2013 und 2017 trat Heilig als Bundestagskandidat im Wahlkreis Würzburg an.
Bei der Kommunalwahlen 2020 zog Heilig als Mitglied der Grünen in den Würzburger Stadtrat ein, nachdem seine Partei mit 16 Mandaten die stärkste Fraktion stellte. In der konstituierenden Sitzung des Stadtrats am 4. Mai 2020 wurde er mit 30 von 51 Stimmen zum 2. hauptamtlichen Bürgermeister gewählt. In dieser Funktion übernahm er das Umweltreferat und wurde der erste Klimabürgermeister in Deutschland.
Darüber hinaus kandidierte Heilig bei der Bürgermeisterwahl 2020 für das Amt des Oberbürgermeisters, unterlag jedoch dem Amtsinhaber Christian Schuchardt, der bereits im ersten Wahlgang 51,95 % der Stimmen erhielt, während Heilig 32,18 % erzielte.
Nachdem Schuchardt im November 2024 seinen Rücktritt angekündigt hatte, trat Heilig zur Oberbürgermeisterwahl am 4. Mai 2025 erneut an. Im ersten Wahlgang landete er mit 39,6 % auf dem ersten Platz. Seine Gegnerin in der Stichwahl am 18. Mai 2025 war Judith Roth-Jörg (CSU), die 23,9 % erreichte. Claudia Stamm erzielte ohne Parteiunterstützung 22,6 %, Eva Freifrau von Vietinghoff-Scheel, die Kandidatin der SPD, kam mit 14,0 % auf den vierten und letzten Platz. In der Stichwahl setzte sich Heilig mit 64,8 Prozent der Stimmen gegen Judith Roth-Jörg durch. Seit dem 1. Juli 2025 ist er der erste grüne Oberbürgermeister Bayerns.

## Sport und Privatleben
Von 1995 bis 2000 war Martin Heilig Vorstandsmitglied des Akademischen Ruderclubs Würzburg (ARCW). Zudem organisierte er zwischen 1995 und 1999 fünf Hilfstransporte für Flüchtlinge nach Kroatien, Bosnien und Serbien. In den Jahren 1994 bis 1999 war er Gruppenleiter und Mitglied im Förderkreis der Jugendverbände der Gemeinschaft Christlichen Lebens Würzburg.
Sportlich war Heilig von 1992 bis 1996 als Deutscher-Junioren-Vizemeister im Ruder-Achter sowie mehrfacher Bayerischer Meister im Rudern aktiv und qualifizierte sich dreimal für das Bundesfinale von „Jugend trainiert für Olympia“. Während dieser Zeit war er auch Aktivensprecher der Trainingsmannschaft des ARCW.
Er ist verheiratet und hat fünf Kinder.